# Thomas Cavendish
Sir Thomas Cavendish (Trimley St. Martin, prop d'Ipswich, Suffolk, 19 de setembre de 1560 - algun indret de l'Atlàntic, juliol de 1592) va ser un explorador i corsari anglès conegut com "El Navegant", perquè va ser el primer que deliberadament va tractar d'emular a Sir Francis Drake atacant vaixells i ciutats espanyoles del Pacífic tot circumnavegant el món, mentre els membres de les expedicions de Magalhães, Loaisa, Drake i Loyola, que havien precedit Cavendish en la volta al món, no tenien aquesta voluntat en iniciar el viatge. Aquesta primera circumnavegació el va convertir en un home ric gràcies a l'or i la seda obtingut dels espanyols al Pacífic i a les Filipines. La seva captura més important fou el galió de Manila Santa Anna. En tornar va ser nomenat cavaller per la reina Elisabet I d'Anglaterra. Posteriorment va iniciar un segon viatge de circumnavegació, però va morir en l'intent als 32 anys.

## Biografia

### Primers anys
Cavendish va néixer el 1560 a Trimley St. Martin, prop d'Ipswich, Suffolk, Anglaterra. Era descendent de Roger Cavendish, germà de Sir John Cavendish (c. 1346 – 1381), de qui els ducs de Devonshire i de Newcastle derivaven el seu nom familiar de Cavendish.
Quan Cavendish tenia 12 anys va heretar una fortuna del seu difunt pare William. Als 15 anys va anar al Corpus Christi College, de la Universitat de Cambridge durant dos anys, però no va cap titulació. Després de deixar l'escola, als 17 anys, va passar la major part dels següents 8 anys amb una vida de luxe. El 1584 fou membre del Parlament per Shaftesbury, Dorset. El 1585 es va embarcar amb Sir Richard Grenville cap a Virgínia, guanyant experiència en la navegació. El 1586 fou membre del Parlament per Wilton.

### Primer viatge

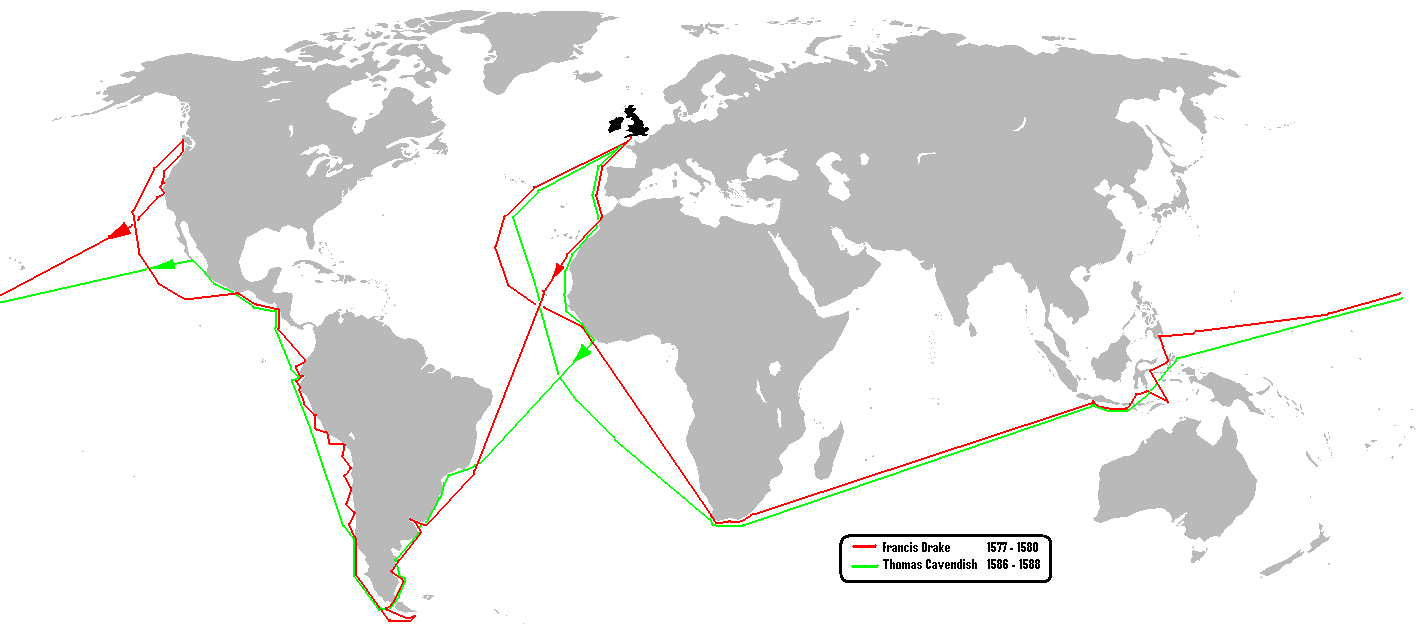
Circumnavegacions de Drake (vermell) i Cavendish (verd).

El juliol de 1586 Espanya i Anglaterra estaven en guerra, la qual culminaria amb l'intent d'invasió de l'Armada Invencible a Anglaterra el 1588. Thomas Cavendish va decidir seguir les passes de Sir Francis Drake assaltant els ports i vaixells espanyols del Pacífic i circumnavegant el món. Després d'aconseguir el permís de la seva proposta d'incursions Cavendish va fer construir un vaixell de vela de 120 tones, amb 18 canons, anomenat Desire. A ell se'ls uní el Content de 60 tones i 10 canons, i el Hugh Gallant de 40 tones.
Amb aquestes tres naus i 123 homes va partir de Plymouth el 21 de juliol de 1586, arribant a l'estret de Magallanes el 6 de gener de 1587. Van fer terra per primera vegada a l'illa de Santa Magdalena, prop de l'actual Punta Arenas i en dues hores van matar i salar dos barrils de pingüins per menjar. Després d'una àmplia exploració de les moltes cales i laberíntics canals de les illes i terres trencades de la Terra del Foc i els seus voltants van sortir de l'estret cap el Pacífic el 24 de febrer, tot seguint la costa d'Amèrica del Sud.
A la costa del Pacífic van enfonsar o capturar 9 vaixells espanyols i van saquejar diversos pobles per aconseguir aliments frescos, subministraments i tresors mentre enfonsaven intencionalment el Hugh Gallant per emprar la seva tripulació per reemplaçar les baixes que havien tingut en les altres naus.
Un pilot capturat d'un dels vaixells espanyols informà que s'estava esperant un galió de Manila l'octubre o novembre de 1587 i que era habitual que paressin a Cabo San Lucas, a la península de Baixa Califòrnia, abans d'anar fins a Acapulco. Els galions de Manila estaven limitats a un o dos per any i portaven els béns acumulats a les Filipines cap a Amèrica. El 1587 hi hagué dos galions de Manila, el San Francisco i el Santa Anna, però ambdós es veieren afectats per un tifó en deixar les Filipines, naufragant el San Francisco a les costes del Japó i sols el Santa Anna pogué reprendre de nou el viatge una vegada reparat.
En arribar al golf de Califòrnia, l'octubre de 1587 Cavendish i els seus dos vaixells van fer escala en una illa prop de Mazatlán, on van aprofitar per netejar i reparar els vaixells. Posteriorment van navegar cap a Cabo San Lucas, a la península de Baixa Califòrnia i van establir patrulles per detectar el galió de Manila. El 4 de novembre de 1587 el galió fou vist per un dels observadors de Cavendish i després d'unes quantes hores de persecució van atrapar-lo.
Degut a la gran disparitat en la mida entre les naus de Cavendish i el Santa Anna hagueren d'escollir molt bé els productes que transferiren als seus vaixells, ja que no tenien prou tripulació per fer-lo navegar. Cent noranta espanyols, entre els quals hi havia Sebastián Vizcaíno, que més tard exploraria la costa de Califòrnia, i la tripulació filipina, foren traslladats a terra ferma amb aliments i algunes armes. Cavendish va mantenir amb ell dos mariners japonesos, tres nois de Manila, un viatger portuguès familiaritzat amb la Xina i un pilot espanyol. Carregaren tot l'or (al voltant d'unes 100 lliures troy), sedes, teixits, mesc, espècies, vins i els subministraments de la nau pel que podien carregar, per posteriorment calar foc a la Santa Anna i continuar el seu viatge a través de l'Oceà Pacífic el 17 de novembre de 1587. Mentre el Santa Anna cremava es va desviar cap a la costa, on els espanyols apagaren les flames i el pogueren reconduir fins a Acapulco. Del Content no es va saber res més, mentre el Desire va evitar els enfrontaments amb altres naus a partir d'aleshores.
Després de creuar l'oceà Pacífic, Cavendish i el Desire van arribar a Guam el 3 de gener de 1588. Allà vengueren eines de ferro per nous subministraments, aigua i fusta. En altres escales a les Filipines, Java i altres illes comercialitzaren part de la roba capturada i altres productes per nous subministraments, aigua i fusta, i recolliren informació sobre les costes de la Xina i el Japó. Cavendish tenia l'esperança de poder emprar aquesta informació per augmentar el coneixement dels anglesos de la zona i per a un possible segon viatge.
El 14 de maig de 1588 va arribar a les costes d'Àfrica, tornant a casa a través del Cap de Bona Esperança, amb una aturada a l'illa de Santa Helena per a noves provisions. El 9 de setembre de 1588 el Desire va entrar al port de Plymouth i posteriorment es dirigí cap a Londres seguint el Tàmesi.
El primer viatge de Cavendish va ser un gran èxit i sols tenia 28 anys. La volta al món s'havia completat en dos anys i 49 dies, nou mesos més ràpid que Drake, tot i que com Drake, Cavendish va tornar amb només un dels vaixells, el Desire, amb una tripulació d'uns 48 homes. Va ser nomenat cavaller per la reina Elisabet I d'Anglaterra, que va ser convidada a sopar a bord del Desire.

### Segon viatge
L'agost de 1591 Cavendish va salpar en una segona expedició, acompanyat pel navegant John Davis. Es dirigiren cap a l'estret de Magallanes, per després tornar al Brasil, on van perdre la major part de la tripulació en una batalla contra els portuguesos a Vitória. Un mariner abandonat, Anthony Knivet, va escriure més tard sobre les seves aventures al Brasil. Cavendish es va dirigir cap a Santa Elena amb la resta de la tripulació, però va morir per causes desconegudes als 32 anys, possiblement a l'illa de l'Ascensió el 1592. L'última carta de Cavendish, escrita al seu marmessor pocs dies abans de la seva mort, acusa a John Davis de ser un "malvat" que provoca la "decadència de tota l'acció". John Davis va continuar amb la tripulació i naus de Cavendish, prenent part en la descoberta de les illes Malvines, abans de tornar a Anglaterra amb la major part de la tripulació famolenca i malalta.